# Czesław Lewandowski (duchowny)
Czesław Stanisław Lewandowski (ur. 15 sierpnia 1922 w Kole, zm. 16 sierpnia 2009 we Włocławku) – polski duchowny rzymskokatolicki, biskup pomocniczy włocławski w latach 1973–1997, od 1997 biskup pomocniczy senior diecezji włocławskiej.

## Życiorys
Urodził się 15 sierpnia 1922 w Kole. Kształcił się w tamtejszym Gimnazjum Towarzystwa Oświatowego, uzyskując w 1939 małą maturę. W czasie okupacji, pozbawiony możliwości kontynuowania edukacji, pracował w miejscu zamieszkania. Działał w Narodowych Siłach Zbrojnych, angażując się w redagowanie miejscowej prasy podziemnej. W 1945 zdał maturę w trybie eksternistycznym. W latach 1945–1950 studiował w Wyższym Seminarium Duchownym we Włocławku. Na prezbitera został wyświęcony 18 czerwca 1950 w katedrze Wniebowzięcia Najświętszej Maryi Panny we Włocławku przez miejscowego biskupa diecezjalnego Karola Radońskiego. W latach 1955–1958 odbył studia na Wydziale Teologicznym Katolickiego Uniwersytetu Lubelskiego, które ukończył z magisterium-licencjatem z teologii moralnej.
W latach 1950–1952 był wikariuszem w parafii Matki Bożej Szkaplerznej w Lubrańcu, następnie w latach 1952–1955 w parafii Wszystkich Świętych w Sieradzu, na obu placówkach pracował również jako katecheta. W latach 1958–1959 pełnił funkcję ojca duchownego kursu filozoficznego w Wyższym Seminarium Duchownym we Włocławku, a w latach 1958–1961 był ojcem duchownym w Niższym Seminarium Duchownym we Włocławku. Równolegle nauczał religii we włocławskich szkołach. Po likwidacji niższego seminarium duchownego przez władze państwowe został skierowany do Kalisza, gdzie w latach 1961–1965 jako rezydent przy kościele św. Józefa prowadził katechizację dzieci i młodzieży, a także był kapelanem miejskiego szpitala. W latach 1965–1973 zajmował stanowisko ojca duchownego w Wyższym Seminarium Duchownym we Włocławku, jednocześnie prowadząc wykłady z teologii życia wewnętrznego i misjologii. Od 1971 przewodniczył diecezjalnej komisji misyjnej.
16 lutego 1973 papież Paweł VI prekonizował go biskupem pomocniczym diecezji włocławskiej ze stolicą tytularną Fidoloma. Święcenia biskupie przyjął 1 kwietnia 1973 w bazylice katedralnej Wniebowzięcia Najświętszej Maryi Panny we Włocławku. Konsekrował go kardynał Stefan Wyszyński, prymas Polski, któremu asystowali biskupi włocławscy: diecezjalny – Jan Zaręba i pomocniczy – Kazimierz Majdański. Jako dewizę biskupią przyjął słowa „In Domino speravi” (Panu zaufałem). W kurii biskupiej w latach 1973–1997 sprawował urząd wikariusza generalnego, a ponadto był przewodniczącym wydziału sakramentalnego, komisji muzyki sakralnej, komisji ds. sakramentów i komisji misyjnej. W jego kompetencjach znalazły się formacja duchowa kapłanów, kwestie zakonne i sprawy świeckich pracowników kościelnych. Podczas II Polskiego Synodu Plenarnego był przewodniczącym diecezjalnej komisji synodalnej. W latach 1974–1975 uczestniczył w peregrynacji kopii obrazu Matki Boskiej Częstochowskiej po diecezji, odwiedzając w tym czasie 260 parafii. Był spowiednikiem w kościele katedralnym. W 1980 objął godność dziekana włocławskiej kapituły katedralnej. 6 grudnia 1997 papież Jan Paweł II przyjął jego rezygnację z obowiązków biskupa pomocniczego włocławskiego.
W Episkopacie Polski zasiadał w komisjach: ds. Powołań Duchownych (1973–1980 i 1984–1989), ds. Seminariów Duchownych (1975–1989) i ds. Duchowieństwa (1980–1984 i 1989–1994). W 1981 asystował w sakrze biskupa pomocniczego włocławskiego Romana Andrzejewskiego.
Zmarł 16 sierpnia 2009 we Włocławku. 20 sierpnia 2009 został pochowany w kwaterze kapłańskiej na cmentarzu komunalnym we Włocławku.

## Wyróżnienia i upamiętnienie
W 1997 przyznano mu tytuł honorowego członka Towarzystwa Przyjaciół Miasta Koła. W 1999 otrzymał Krzyż Niezłomnych nadany przez Zarząd Naczelny Stowarzyszenia Polskich Byłych Więźniów Politycznych we Wrocławiu.
Jego imię nadano ulicy w Kole (ul. Księdza Biskupa Czesława Lewandowskiego).